# Rufforth Circuit
Der Rufforth Circuit war eine ehemalige Motorsport-Rennstrecke, die auf einem Flugplatz in North Yorkshire, in England, gebaut wurde. Zwischen 1961 und 1978 fanden auf der Strecke Formel-2- und Formel-Junior-Rennen sowie zahlreiche Sportwagenrennen statt. Die Rennstrecke war einer von vielen britischen Flugplätzen, die in Rennstrecken umgewandelt wurden.

## Geschichte
Die Rennstrecke von Rufforth wurde auf dem Gelände eines 1942 eröffneten Bomberstützpunkts des Zweiten Weltkriegs, RAF Rufforth, errichtet. Der Flugplatz blieb nach dem Krieg in Betrieb und wurde schließlich 1954 geschlossen. Die Rennstrecke von Rufforth wurde am 28. März 1959 mit einem Rennen der britischen Formel-3-Meisterschaft eröffnet, und bis 1978 fanden dort Rennen statt.
Der ehemalige Flugplatz existiert noch heute. Allerdings sind Teile der damals als Rennstrecke dienenden Perimeterstraße und der Landebahn heute teilweise zurückgebaut, so dass die Strecke nicht mehr befahrbar ist.

## Streckenbeschreibung
Die ursprüngliche Streckenführung des Rufforth Circuit wurde 1959 verwendet. Dieses Layout war 3,4 km lang und die Start-Ziel-Gerade verlief zu zwei Dritteln auf der Hauptgeraden.
Für 1960 wurde das Layout der Rufforth-Rennstrecke geändert. Die Strecke wurde auf 2,7 km verkürzt, wobei die Start-Ziel-Gerade verkürzt und The Esses zwischen Becketts Hairpin und Runway Bend eingefügt wurde. Die Start-Ziel-Gerade wurde von der Hauptgeraden zwischen die Fosse und die Grange-Kurve verlegt.